# Религия в Ливии
Религия в Ливии
 мусульмане (96,6 %) христиане (2,7 %) буддисты (0,3 %) другие и неклассифицированные (0,4 %)

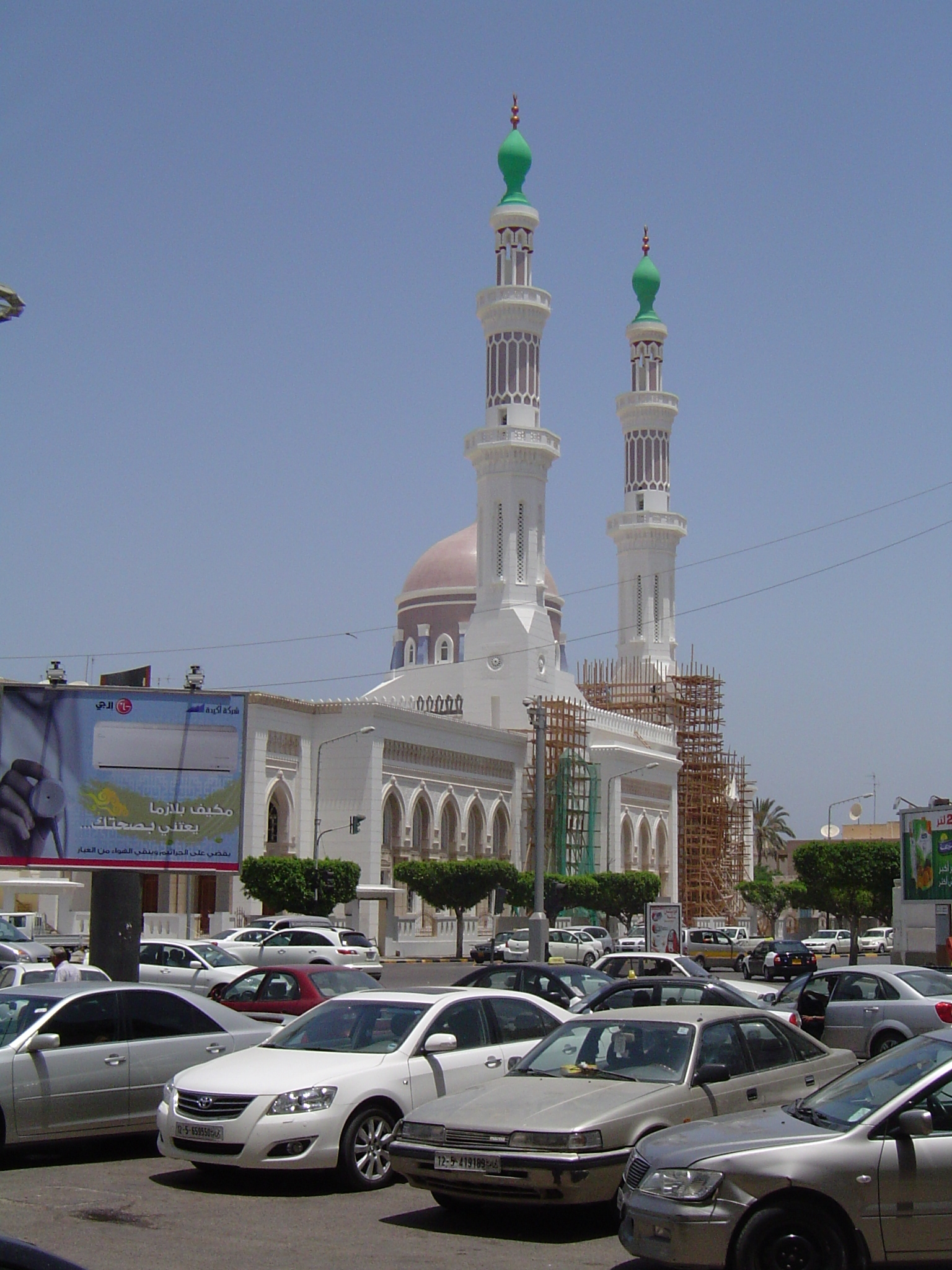
Верующие собираются в мечети Мавлай Мухаммад в Триполи.

Ислам является доминирующей религией в Ливии. Помимо подавляющего большинства мусульман-суннитов, существуют также небольшие христианские общины. Коптское православие, христианская церковь Египта, является крупнейшей и самой старой христианской конфессией в Ливии. В Ливии насчитывается более 60 000 коптов, поскольку только они составляют более 1% населения. В Ливии насчитывается около 40 000 католиков, у которых служат два епископа: один в Триполи (служит в итальянской общине) и один в Бенгази (служит в мальтийской общине). Существует также небольшая англиканская община, состоящая в основном из африканских рабочих-иммигрантов в Триполи; она является частью Англиканской епархии Египта.
Ливия до недавнего времени была домом одной из старейших еврейских общин в мире, датируемой по меньшей мере 300 годом до нашей эры. Серия погромов, начавшихся в ноябре 1945 года, продолжались почти три года, резко сократив еврейское население Ливии. В 1948 году в стране оставалось около 38 000 евреев. Когда начался арабо-израильский конфликт, еврейское население Ливии было либо вынуждено покинуть страну, либо преследовалось. После обретения Ливией независимости в 1951 году большая часть еврейской общины эмигрировала.

## История религии в Ливии
У первобытных племён, населявших Ливию в неолите были свои верования. У предков берберов — ливийцев (так их назвали древнеегипетские источники) были свои верования с элементами, заимствованными у древних египтян. На побережье Средиземного моря в древнегреческих полисах-колониях греки-колонисты исповедовали религию своей Родины. В начале нашей эры в Ливии появилась еврейская община. С приходом римлян в Ливию сначала пришла древнеримская религия, а затем и христианство, которое стало основной религией в конце римского владычества. Так как большая часть христиан пришла из Египта, то коптское учение стало основным христианским направлением в Ливии. В Сахаре у берберов и туарегов сохранялись свои языческие верования. С приходом в восьмом веке арабов-мусульман стана приняла ислам суннитского толка, который большинство ливийцев и исповедует до сих пор. С созданием Ливийского государства ислам стал государственной религией. Муаммар Каддафи после прихода к власти изгнал всех евреев и италоливийцев (подавляющее число было католиками) из страны.

## Ислам

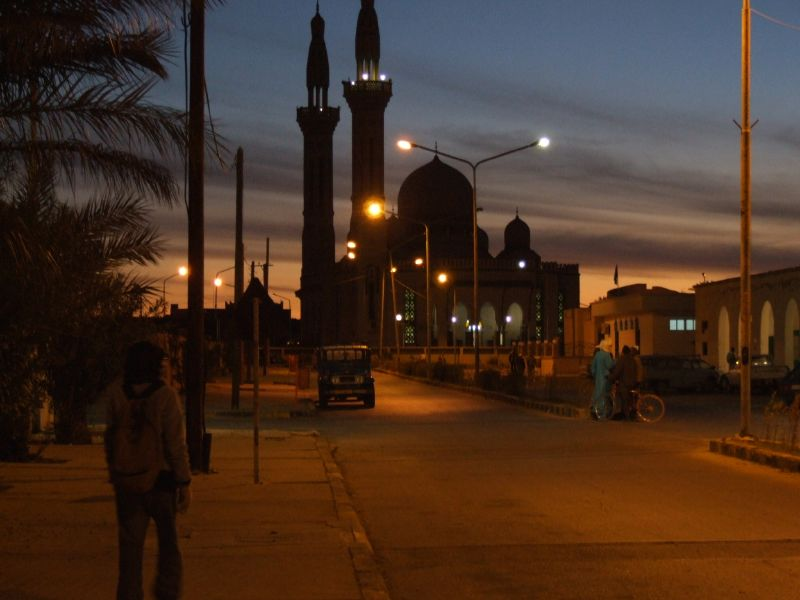
Мечеть в Гадамесе, недалеко от тунисско-алжирской границы. Около 97% ливийцев являются последователями ислама.

В VII веке мусульманские завоеватели достигли Ливии, и к VIII веку большая часть сопротивления, оказанного коренными берберами, было сломлено. Уцелевшие в ходе нашествия города вскоре стали в значительной степени мусульманскими, но широкое обращение в ислам произошло позже.
Остатки доисламских верований смешались с чистым исламом арабов. Таким образом, ислам стал популярным благодаря наложении ритуалов и принципов корана на остатки более ранних верований, распространённых по всей Северной Африке, — вера в джиннов, сглазы, обряды для обеспечения удачи и в культовое почитание местных святых. Образованные жители больших и малых городов служили главными носителями и хранителями более строгой разновидности ортодоксального ислама.
До 1930-х годов движение Сануситов было основным исламским движением в Ливии. Это было религиозное возрождение, приспособленное к жизни в пустыне. Его завааяа (ложи) были найдены в Триполитании и Феццане, но влияние сануситов было самым сильным в Киренаике. Движение этого региона было очень консервативным и несколько отличалось от ислама, существующего сегодня в Ливии. Ливийская форма суфизма также распространена в некоторых частях страны.

## Христианство

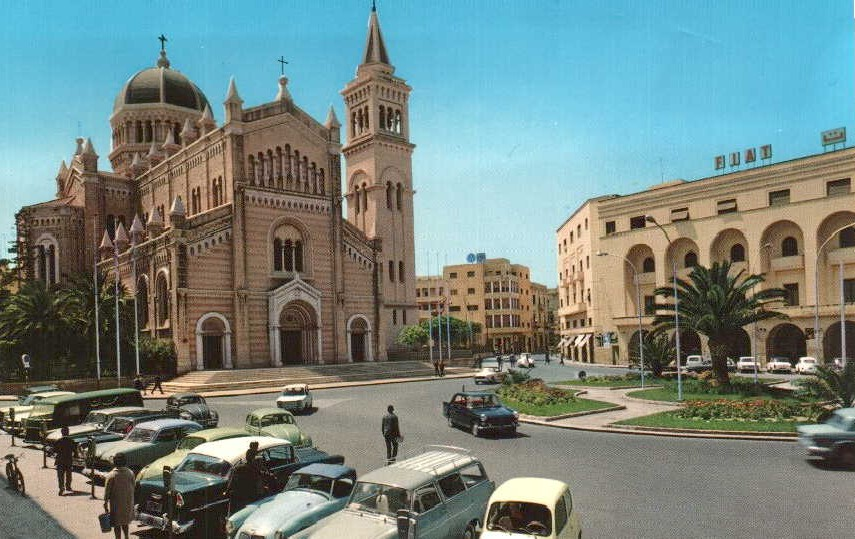
Кафедральный собор Триполи в 1960-х годах.

Христианство является религией меньшинства в Ливии. Крупнейшей христианской группой в Ливии являются коптские православные христиане, полностью состоящая из египетских рабочих-иммигрантов, с населением более 60 000 человек. Известно, что Коптская (египетская) церковь имеет несколько исторических корней в Ливии задолго до того, как арабы продвинулись на запад из Египта в Ливию. Однако у римо-католиков также большое число прихожан — 40 000 человек. В Триполи есть одна англиканская конгрегация, состоящая в основном из африканских рабочих-иммигрантов в Триполи и принадлежащая египетской англиканской епархии. Англиканский епископ Ливии имеет свою кафедру в Каире, поскольку большинство христиан в Ливии приезжают из Египта, включая коптов. Согласно исследованию 2015 года, в стране проживает около 70 000 лиц перешедших в христианство из ислама, считая их потомков. 